# Osobní přepravník se samovyvažovacím zařízením
Osobní přepravník se samovyvažovacím zařízením je legislativní termín, který zahrnuje řadu osobních vozítek založených na principu gyroskopu. Spolu s blíže neurčenými „obdobnými zařízeními“ patří s účinností od 20. února 2016 podle § 2 písm. nn) novelizovaného znění českého zákona č. 361/2000 Sb., o provozu na pozemních komunikacích a o změnách některých zákonů (zákon o silničním provozu), pod pojem osobní technický prostředek, který je dále uváděn pod legislativní zkratkou osobní přepravník. České legislativní řešení vzniklo především kvůli kolizím masově půjčovaných vozítek Segway v centru Prahy s pěším provozem, souběžně se však ve světě objevuje řada podstatně levnějších a lehčích samovyvažovacích osobních přepravníků. 
- Segway
- Minisegway (hoverboard, hands free segway, gyroskútr, kolonožka)
- Samovyvažovací jednokolka (solowheel, electric unicycle)
- Samovyvažovací jednokolový skateboard
- Samovyvažovací jízdní kolo (gyrobike, jyrobike)

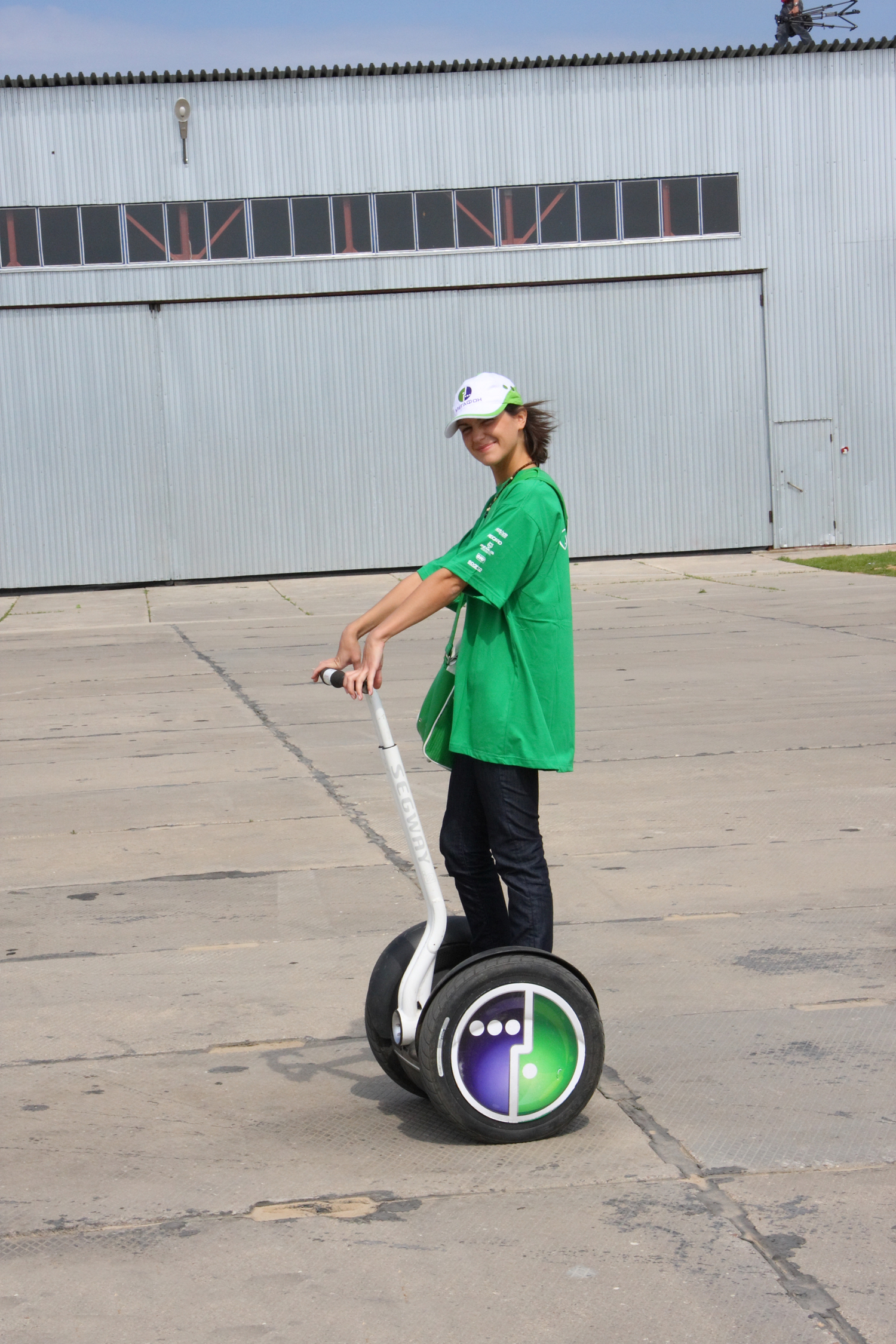
Segway
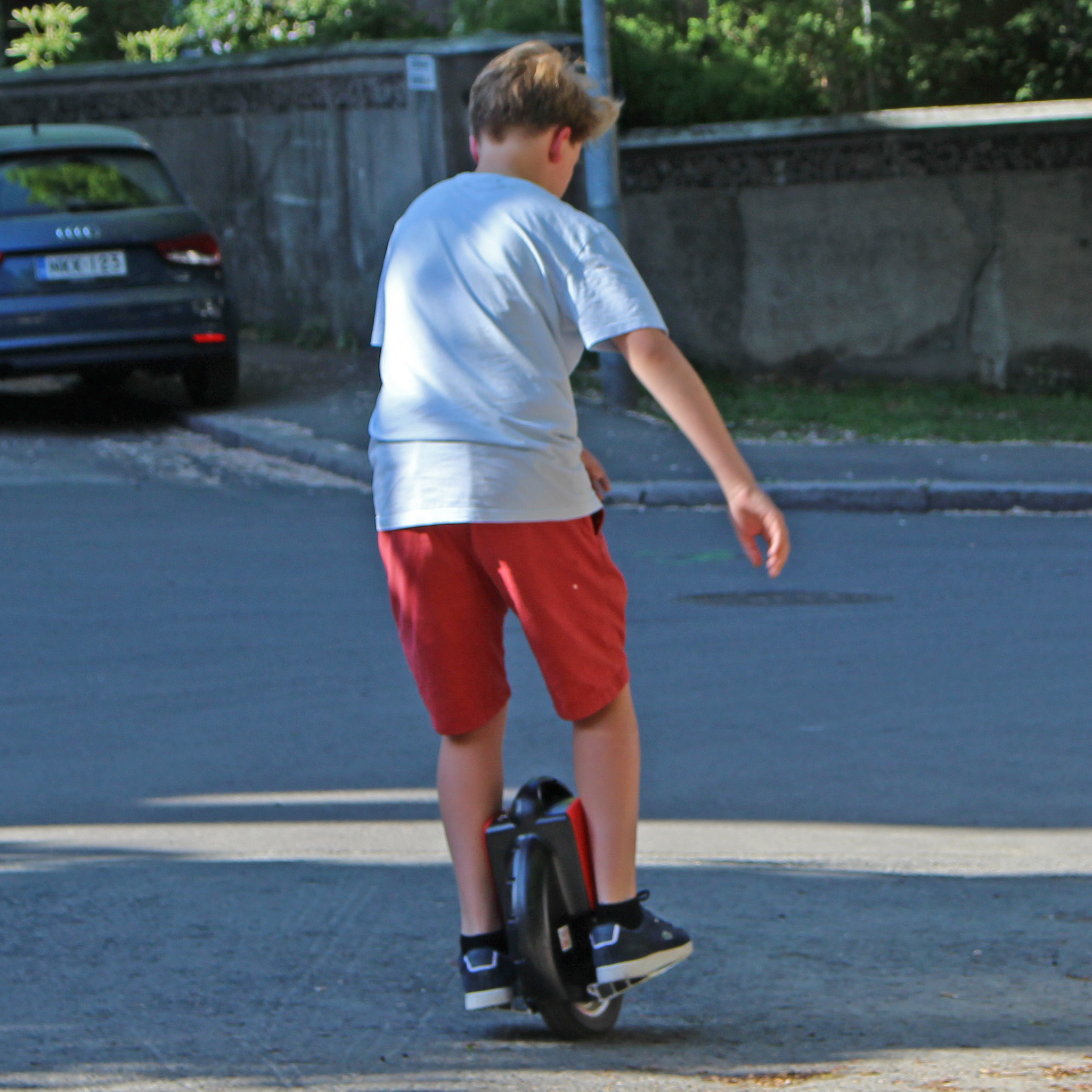
Samovyvažovací jednokolka (solowheel)
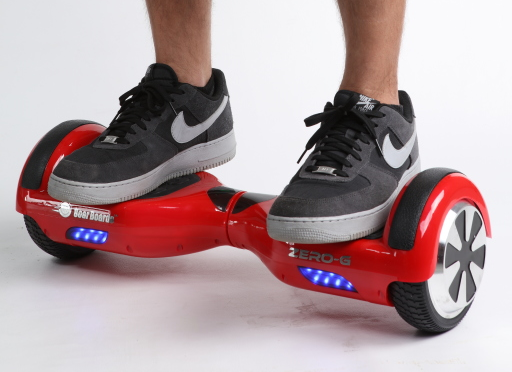
Minisegway (hoverboard, gyroskútr, kolonožka)
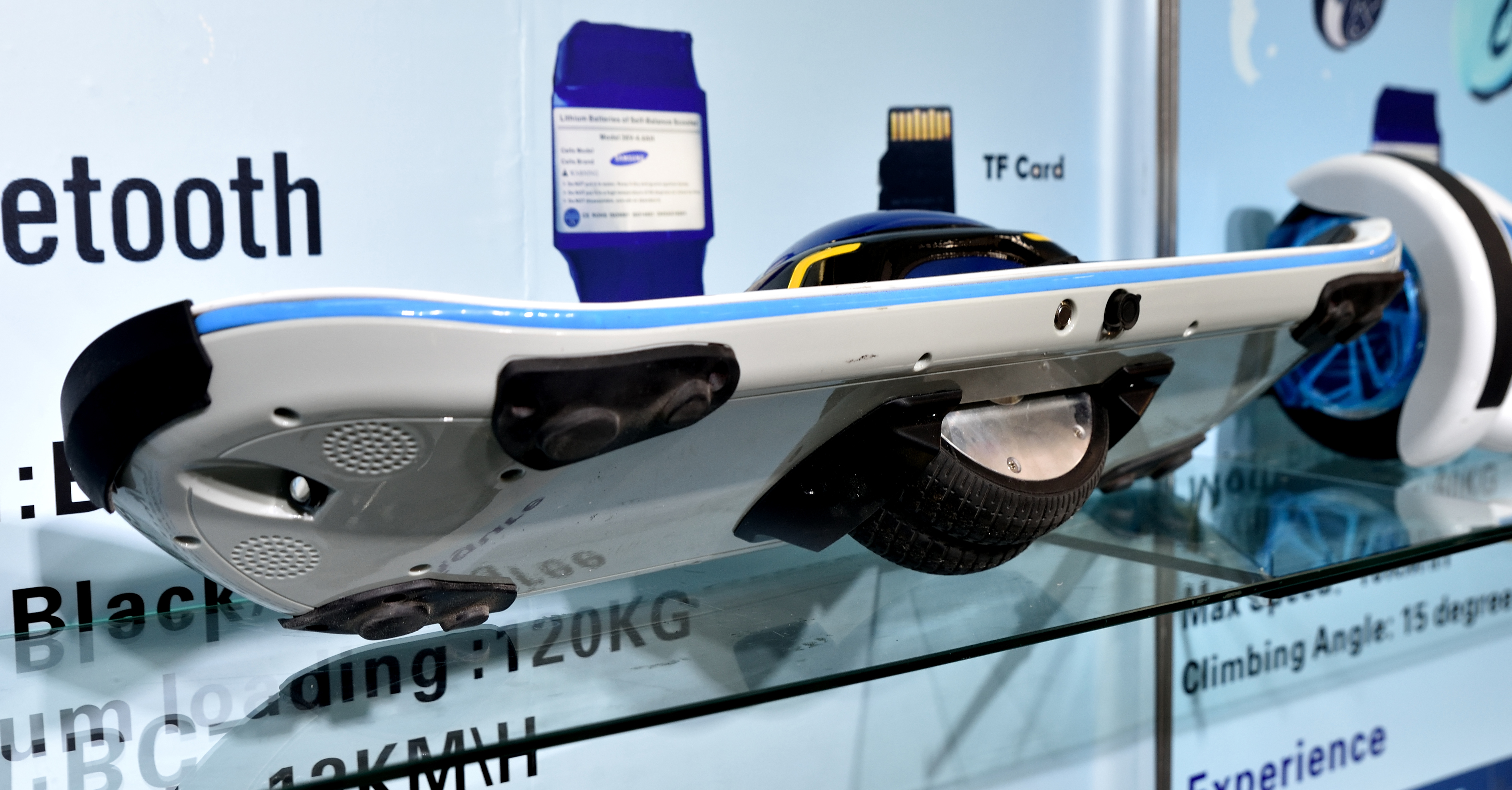
Self Balancing Board na výstavě CeBIT 2016 v Hannoveru